# Ariphrades
Ariphrades là một chi bướm đêm thuộc họ Erebidae.